# Matthijs de Ligt
Matthijs de Ligt (Leiderdorp, 12 d'agost de 1999) és un futbolista professional neerlandès que juga com a defensa central pel Manchester United FC. És internacional amb la selecció neerlandesa.

## Carrera de club
De Ligt es va formar amb l'AFC Ajax, al planter del qual va entrar a 9 anys. Va debutar com a professional pel Jong Ajax el 8 d'agost de 2016 en un partit de l'Eerste Divisie contra l'FC Emmen, en el qual va jugar els 90 minuts. El 21 de setembre, De Ligt va debutar amb el primer equip de l'Ajax en un partit de copa contra el Willem II. De Ligt va marcar de córner després de 25 minuts i va esdevenir així el segon golejador històric més jove de l'equip, després de Clarence Seedorf. L'Ajax va guanyar el partit per 5–0. El 24 d'octubre de 2016, l'Ajax va anunciar per Twitter que De Ligt havia estat promocionat al primer equip.
El 21 d'agost de 2017, De Ligt va ampliar el seu contracte amb l'Ajax fins al 2021.

## Internacional
El 25 de març de 2017, malgrat que havia estat titular només en dos partits amb l'AFC Ajax, De Ligt va debutar amb la selecció absoluta dels Països Baixos en un partit que acabà en derrota per 2–0 contra Bulgària, de classificació pel mundial. Va esdevenir així el neerlandès més jove en debutar amb la selecció des de Mauk Weber el 1931. Fou substituït per Wesley Hoedt al minut 45, després que hagués fallat en els dos gols búlgars.

## Palmarès

### Club
AFC Ajax
- Lliga neerlandesa: 2018-19
- Copa neerlandesa: 2018-19

Juventus FC
- Lliga italiana: 2019-20
- Copa italiana: 2020-21
- Supercopa italiana: 2020

FC Bayern de Múnic
- Lliga alemanya: 2022-23
- Supercopa alemanya: 2022